# Лорен Џексон
Лорен Елизабет Џексон (11. мај 1981) аустралијска је кошаркашица. Игра на позицији крилног центра, важила за једну од најбољих играчица и највећи део своје каријере провела у ВНБА тиму Сијетл сторма. Била је члан екипе Спаратака из Москве са којим је освјила Евролигу. Такође, била је дугогодишња репрезентативка Аустралије са којом је освојила бројне медаље на међународним такмичењима. Познато је њено ривалство са вероватно најбољом кошаркашицом свих времена Лисом Лесли. Лорен је најпознатија кошаркашица Аустралије.

## Биографија
Лорен Елизабет Џексон је рођена у Алборију, Новом Јужном Велсу, 11. маја 1981. Најстарија је од двоје деце Гарија Џексона и његове супруге Мари Бени. Оба родитеља су играли за аустралијске кошаркашке репрезентације. Лорен је наследила висину од свог оца, Герија. Њена мајка је играла на два Светска првенства, а за женску кошаркашку екипу на универзитету Луизијана стејт крајем осамдесетих година. Тамо је носила број 15 на дресу због чега ће и Лорен касније носити исти број. Она је била један од првих Аустралијанаца који су играли на америчком колеџу. Њени родитељи су наставили да играју кошарку на државном нивоу и када је Лорен била рођена.

### Почетак кошаркашке каријере
Лорен је почела да се бави кошарком у спортском центру Албори када је имала свега 4 године. Са 6 година рекла је другима да ће једног дана играти за аустралијску репрезентацију у кошарци. Тада је већ играла кошарку са девојчицама које су имале 10 година. Њена мајка јој је била лични тренер две године. С обзиром да су јој родитељи били кошаркаши имали су кошаркашки терен у дворишту куће. Са 11 година била је најбоља у Алборију, а са 14 је већ играла у националној лиги Аустралије. Стигла је до финала и играла у њему упркос повреди колена. Са 14 година предводила је репрезентацију Јужног Велса до злата на националном првенству и тада је примећена од селектора Аустралијске репрезентације. Добила је прилику да игра са девојкама које су на Олимпијским играма у Атланти освојиле бронзану медаљу и за њу је то била велика част. Током турнеје у САД-у родило се њено ривалство са познатом америчком кошаркашицом Лизом Лесли.

### Европа
С обзиром да се ВНБА лига игра у летњим месецима многе кошаркашице зимску паузу користе за играње у најбогатијим клубовима Европе. Тако је и Лорен Џексон искористила ову могућност. 2007. године са Спартаком из Москве потписује врло уносан уговор који је био 4 пута већи од оног у Америци. Саиграчице у тиму су јој биле Сју Берд, Дијана Таурази и Тина Томпсон. Док је играла за овај тим живела је у дворцу власника клуба. Са Спартаком је освојила националну лигу Русије 2007, 2008. и 2009. године. Са Спартаком је играла и Евролигу. 11. априла 2008. године против УММЦ Јекатеринбурга постигла је 35 поена. Ту сезону у Евролиги је завршила са просеком од 23,6 поена и 7,1 скокова. Иако је због убиства власника клуба, у новембру 2009. најавила да неће продужити уговор са Спартаком, ипак се у тим вратила 2010. године. 3. децембра 2010. године била је играч недеље у Евролиги. У сезони 2010/2011, Лорен је бележила просечно 17,3 поена и 8,4 скокова по утакмици. Ипак напушта тим почетком јануара 2011. због повреде, враћајући се у Аустралију како би се опоравила.
Поред Русије у европи је играла и за Рос Касерас из Валенсије 2011. године.

### Кореја
Године 2007, Лорен Џексон је играла у женској кошаркашкој лиги Кореје где је била најпознатија кошаркашица лиге. [5] Она је играла за тим Самсунг осигурања у Сеулу, Јужна Кореја. Тренирала је са тимом само четири месеца, и била је једина међународна кошаркашица у тиму. Просечно је постизали 30,2 поена. Две недеље након што је постигла 47 поена, на утакмици против Редвингса постигла је 56 поена и постила сопствени рекорд у победи од 96-76. То је био њен најбољи поентерски учинак у каријери.

### ВНБА
Лорен Џексон је највећи део своје кошаркашке каријере провела у ВНБА лиги играјући за Сјетл сторм. Године 2001. на драфту изабрана је као први пик управо од овог тима. Њени родитељи су остали с њом у Сијетлу током првих месеци играња у ВНБА лиги. У првој сезони одиграла је 32 утакмице током 11 недеља колико траје регуларни део лиге, што је било много захтевније у односу на број утакмица одиграних у Аустралији. У првој утакмици постигла је 21 поен. 3. јула 2001. године псотавила је рекорд лиге са 55 минута на паркету у утакмици против Вашингтона која је имала 4 продужетка. Сезону је завршила са просеком од 15,2 поена.
У другој сезони постаје капитен тима и била је најмлађи капитен у читавој лиги. У другој утакмици финалне серије 2002. године против Лос Анђелеса спаркса, Џексон је постигао само четири поена у поразу свог тима, након што ју је Лиса Лесли оборила. Иако је важила за врло пргаву играчицу, те сезоне је зарадила само једну техничку грешку. Те сезоне јој се у тиму придружила и Сју Берд са којом је играла заједно све до 2010. године. 
2004. године успева да дође до прве ВНБА титуле. Те сезоне је била најбољи стрелац лиге са 634 поена, односно просечно по утакмици 20,52 поена. Најбољи стрелац читаве лиге била је још и 2007. године. Те сезоне је на утакмици против Вашингтона 24. јула постигла 47 поена што је њен лични рекорд у овој лиги. До краја своје америчке каријере успела је још једном да дође до прстена 2010. године. Ипак повреде су је све више прекидале па је ВНБА каријеру завршила 2012. у својој 30. години.
Била је позната на терену по својим оштрим и жестоким коментарима упућеним другим кошаркашицама. Противнички играчи су је често провоцирали снажним фауловима, како би је избацили из баланса. Током каријере неколико пута је мењала боју косе. Она је одиграла 9.958 минута у лиги и на 16. месту је у историји у тој категорији. Она је међу четири кошаркашица које су постигле 6000 поена у ВНБА лиги (она је постигла 6007), али је она до толико поена стигла као најмлађа, са 31. годином и 133 дана из најмање одиграних утакмица и то 316.

### Репрезентација
За сениорску репрезентацију је дебитовала са свега 17 година и то на светском првенству у Немачкој, када је освојила бронзану медаљу. Са великим успехом је бранила репрезентативни дрес све до 2012. године. Углавном је била у самом врху али тешко да су могле да приђу прејаким американкама. Ривалство са Лисом Лесли се интензивирало 2000. године на Олимпијади у мечу за златну медаљу, када је Џексон покушавајући да не падне случајно повукла Лису за косу. Лорен је третирала инцидент као шалу док се Лиза није уопште шалила. Њихов се однос одмрзао 2007. године али никад нису постале пријатељице. На тој као и на две следеће Олимпијаде са репрезентацијом је освајала сребрну медаљу, да би у Лондону 2012. освојила бронзу. На тим Олимпијским играма носила је заставу Аустралије на свечаном отварању. Ипак на Светском првенству 2006. године су успеле да дођу до златне медаље и то победивши Рускиње које су у полуфиналу савладале Американке. Лорен је била капитен тима који је по први пут дошао до светског злата. Поред тог злата освојила је 3 сребра и једну бронзу на Олимпијским играма. Покушала је да буде део репрезентације и 2014. године али су је повреде спречиле у томе.

## Статистика
| † | Сезоне у којима је освојила лигу |

### ВНБА

#### Регуларна сезона
| Сезона   | Екипа            | ОУ  | СУ  | МПУ  | ПШ%  | 3П%  | СБ%  | СПУ | АПУ | УПУ | БПУ | ППУ  |
| -------- | ---------------- | --- | --- | ---- | ---- | ---- | ---- | --- | --- | --- | --- | ---- |
| 2001     | Сијетл           | 29  | 29  | 34,5 | 36,7 | 31,0 | 72,7 | 6,7 | 1,5 | 1,9 | 2,2 | 15,2 |
| 2002     | Сијетл           | 28  | 28  | 31,5 | 40,3 | 35,0 | 75,6 | 6,8 | 1,5 | 1,1 | 2,9 | 17,2 |
| 2003     | Сијетл           | 33  | 33  | 33,6 | 48,3 | 31,7 | 82,5 | 9,3 | 1,9 | 1,2 | 1,9 | 21,2 |
| 2004†    | Сијетл           | 31  | 31  | 34,5 | 47,8 | 45,2 | 81,1 | 6,7 | 1,6 | 1,0 | 2,0 | 20,5 |
| 2005     | Сијетл           | 34  | 34  | 34,6 | 45,8 | 28,8 | 83,4 | 9,2 | 1,7 | 1,1 | 2,0 | 17,6 |
| 2006     | Сијетл           | 30  | 30  | 28,3 | 53,5 | 37,7 | 89,9 | 7,7 | 1,6 | 0,8 | 1,7 | 19,5 |
| 2007     | Сијетл           | 31  | 31  | 32,9 | 51,9 | 40,2 | 88,3 | 9,7 | 1,3 | 1,0 | 2,0 | 23,8 |
| 2008     | Сијетл           | 21  | 21  | 33,0 | 45,2 | 29,5 | 93,4 | 7,0 | 1.2 | 1,5 | 1,6 | 20.2 |
| 2009     | Сијетл           | 26  | 26  | 32,4 | 46,3 | 43,0 | 79,7 | 7,0 | 0,8 | 1,5 | 1,7 | 19.2 |
| 2010†    | Сијетл           | 32  | 32  | 31,0 | 46,2 | 34,6 | 91,0 | 8,3 | 1,2 | 0,9 | 1,2 | 20,5 |
| 2011     | Сијетл           | 13  | 13  | 24,8 | 39,6 | 31,1 | 88,4 | 4,9 | 0,3 | 1,0 | 0,8 | 12,2 |
| 2012     | Сијетл           | 9   | 9   | 24,8 | 42,5 | 31,1 | 72,0 | 4,9 | 0,3 | 1,0 | 0,8 | 12,2 |
| Каријера | 12 година, 1 тим | 317 | 317 | 31,9 | 46,0 | 35,1 | 84,2 | 7,7 | 1,4 | 1,1 | 1,8 | 18,9 |

#### Плеј-оф
| Сезона   | Екипа           | ОУ | СУ | МПУ  | ПШ%  | 3П%  | СБ%   | СПУ  | АПУ | УПУ | БПУ | ППУ  |
| -------- | --------------- | -- | -- | ---- | ---- | ---- | ----- | ---- | --- | --- | --- | ---- |
| 2002     | Сијетл          | 2  | 2  | 34,0 | 34,6 | 00,0 | 71,4  | 5,0  | 1,5 | 1,5 | 3,0 | 11,5 |
| 2004†    | Сијетл          | 8  | 8  | 35,9 | 46,9 | 72,7 | 89,7  | 7,5  | 1.4 | 1.0 | 1.1 | 19,6 |
| 2005     | Сијетл          | 3  | 3  | 34,0 | 43,6 | 30,8 | 83,3  | 8,0  | 0,7 | 1.3 | 1,3 | 14,3 |
| 2006     | Сијетл          | 3  | 3  | 30,3 | 53,6 | 28,6 | 91,7  | 8,0  | 0,7 | 0,7 | 2,3 | 18,0 |
| 2007     | Сијетл          | 2  | 2  | 34,0 | 56,5 | 30,0 | 100,0 | 11,5 | 0,5 | 1,0 | 1,5 | 19,0 |
| 2010†    | Сијетл          | 7  | 7  | 36,1 | 46,5 | 31,4 | 83,6  | 9,6  | 1,1 | 1,7 | 1,4 | 21,6 |
| 2011     | Сијетл          | 3  | 3  | 27,3 | 38,2 | 38,5 | 70,0  | 3,7  | 0,3 | 0,3 | 1,3 | 15,0 |
| 2012     | Сијетл          | 3  | 3  | 30,3 | 27,8 | 27,3 | 70,0  | 7,7  | 1,0 | 1,1 | 1,5 | 10,0 |
| Каријера | 8 година, 1 тим | 31 | 31 | 33,6 | 44,3 | 37,6 | 84,1  | 7,8  | 1,0 | 1,1 | 1,5 | 17,5 |

## Остало
Током играња у Русији завршила је психологију на Универзитету Ломоносов у Москви. 2007. године је зваршила и курс за менаџмент.
Као млада волела је да излази по клубовима, али је касније престала због тога што је доминирала својом висином и сви су је препознавали. Поред висине одликује је изузетна лепота због које је имала и непријатности. Имала је проблема са неколико манијака и озбиљно је помишљала да одустане од кошарке:

"Не могу више овако да живим! Ово је ноћна мора. Људи мисле да имам све што пожелим, а ја бих се радо мењала са првом девојком на улици, која може безбрижно да шета улицом. Полиција и обезбеђење стражаре испред моје куће и дворане, прате ме у стопу. Ништа нисам учинила, а осуђена сам на доживотну робију. И када завршим каријеру, окретаћу се иза себе. Остатак живота провешћу у страху."

Сликала се неколико пута гола за насловне странице познатих часописа. Због тога често при претрази њног имена на интернету испадају прво те па тек кошаркашке слике. Често је коментарисала да је млада и да може да се слика како год хоће, и да ће те слике продавати у хуманитарне сврхе. Као старија почела је све више да се ангажује у хуманитарним акцијама, помаже деци Аустралије да се укључе у спортске активности.
Постала је мајка фебруара 2017. године родивши сина Херија Греја.